# Carthagène (Chili)
Pour les articles homonymes, voir Carthagène.
Carthagène est une ville et une commune du Chili faisant partie de la Province de San Antonio, elle-même rattachée dans la région de Valparaiso. En 2016, sa population s'élevait à 17 978 habitants. La superficie de la commune est de 246 km2 (densité de 222 hab./km²).
La commune de Carthagène est située au bord de l'Océan Pacifique entre les communes de las Cruces, El Toro et Casablanca au nord, María Pinto à l'est et le port de San Antonio au sud. Carthagène est très prisée à partir de 1870 par l'élite intellectuelle chilienne qui y construit des résidences de vacances et en fait la station balnéaire à la mode. Carthagène acquiert son statut de commune en 1901. La station connait son apogée entre 1890 et 1930. Par la suite l'élite l'abandonne au profit de Viña del Mar et Reñaca. Carthagène reste une station balnéaire très populaire de nos jours.

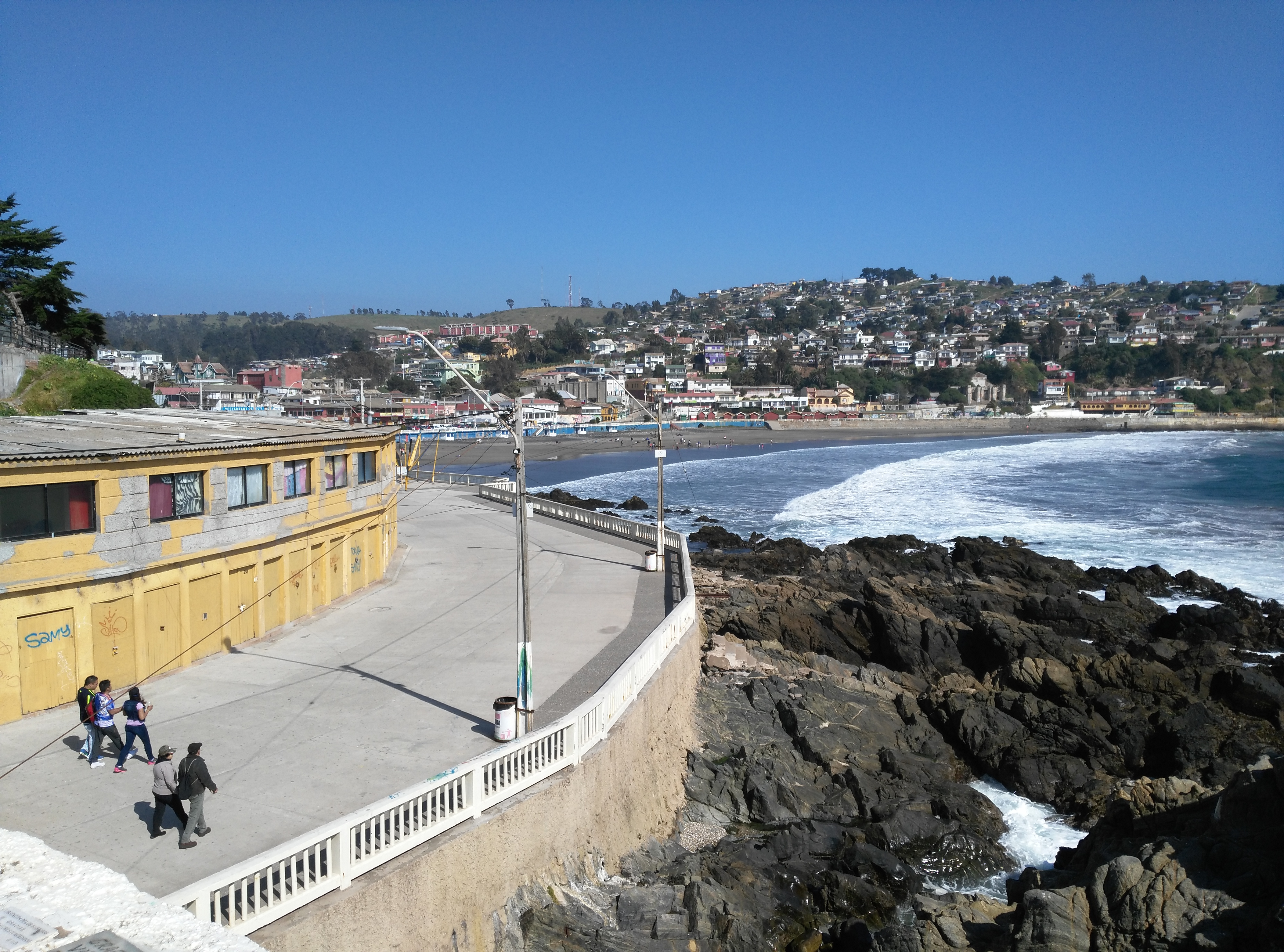
Vue sur la plage Chiica
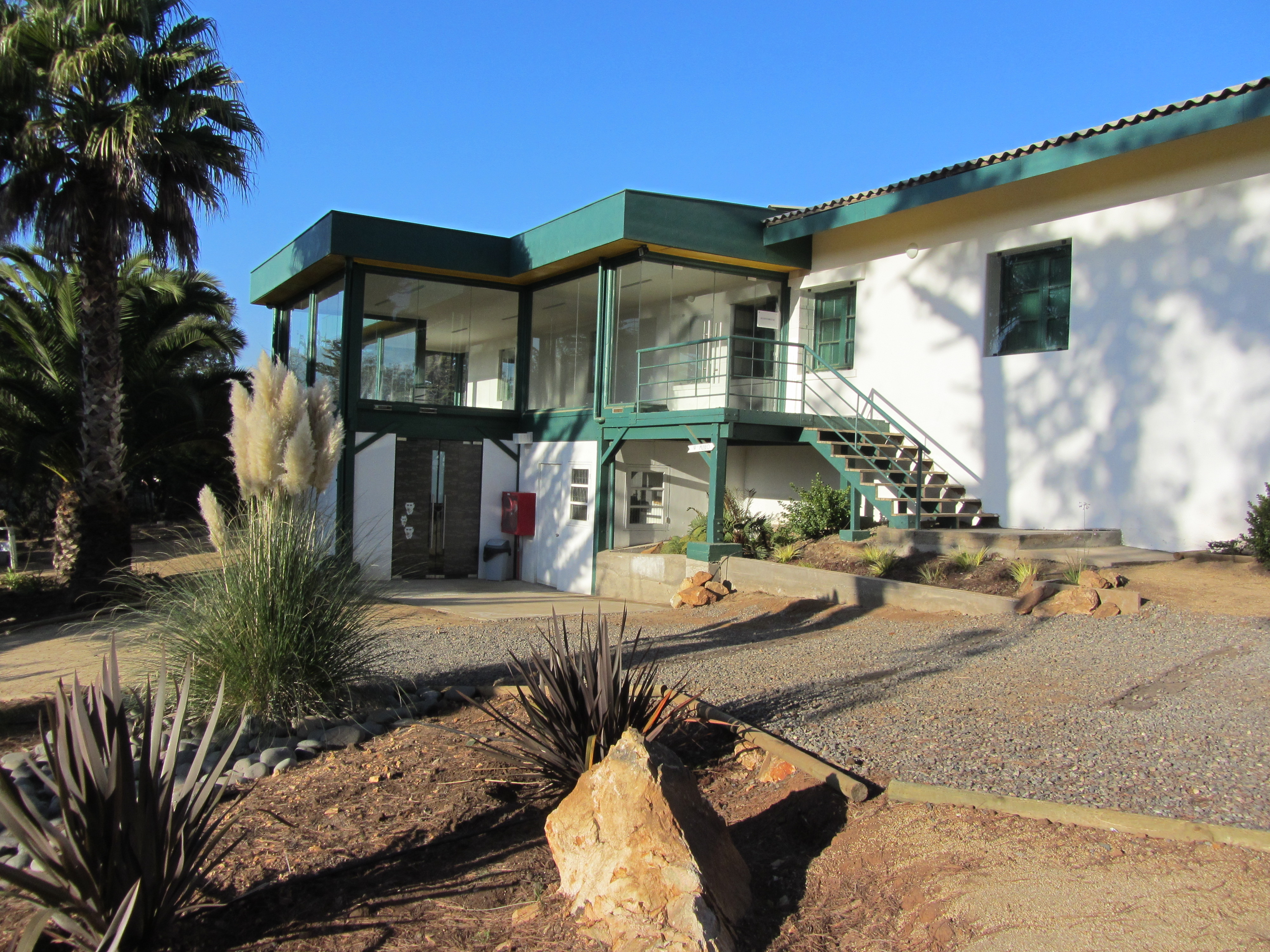
La Casa Museo du poète chilien Vicente Huidobro
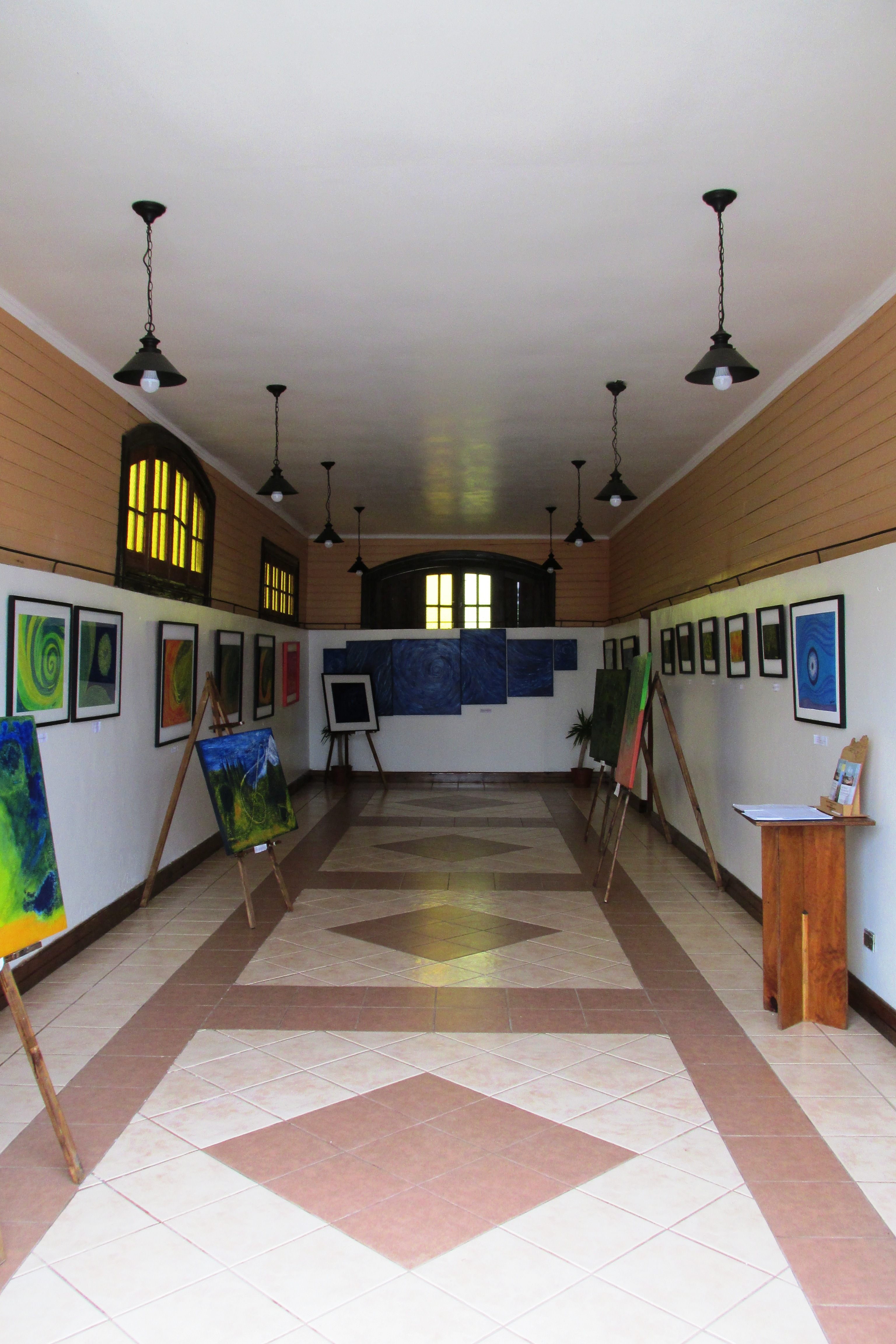
La gare de chemin de fer est transformée en salle d'expositions de peintures

Position de Cartagena (en rouge) au sein de la Région de Valparaiso.